# LiO Train
WEERGEGEVENTITEL
WEERGEGEVENTITEL

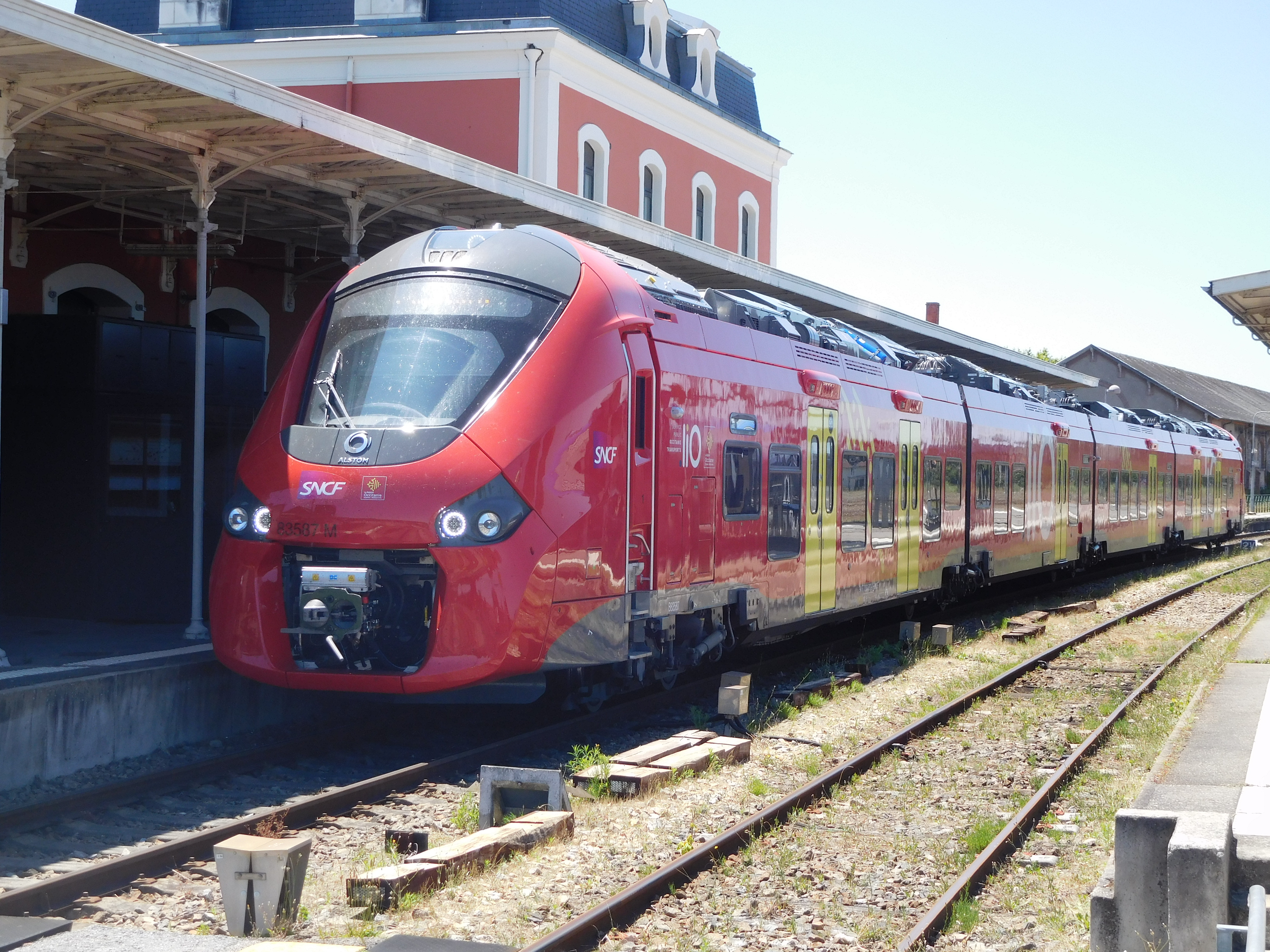
Régiolis in “LiO"-kleurstelling, Station Albi-Ville.

liO Train, oorspronkelijk TER Occitanie genoemd, is sinds 2016 het TER-vervoersnetwerk (regionale treinen) georganiseerd door de Franse regio Occitanie en uitgevoerd door de SNCF. Het is deel van ilO, het netwerk dat al het openbaar vervoer groepeert dat georganiseerd wordt door deze regio.

## Geschiedenis
De fusie van de regio’s Midi-Pyrénées en  Languedoc-Roussillon vond plaats op 1 januari 2016. De TER Occitanie, die de voormalige netwerken TER Midi-Pyrénées en TER Languedoc-Roussillon samenbrengt, werd echter pas officieel op 1 juli 2017. 
Bij zijn oprichting vervoerde het TER Occitanie-netwerk 56.000 reizigers. Tegen 2021 was dat opgelopen tot 63.000 reizigers per dag. Er worden 281 stations bediend.

## Rollend materieel
Het rollend materieel van de TER Occitanie is overgeërfd van TER-toewijzingen aan de voormalige regio's.
Het betreft volgende types motorstellen (toestand 29 december 2020):
- Z 100 (2-ledig of 3-ledig): 13
- Z 150 (3-ledig) : 2
- Z 7300 (2-ledig) : 6
- AGC:
  - Z 27500 (3- of 4-ledig) : 56
  - B 81500 (3- of 4-ledig) : 27
- Régiolis:
  - B 83500 (4-ledig) : 25
  - B 84500 (4-ledig) : 3
  - Z 54900 (4-ledig): 26
- Regio 2N:
  - Z 56300 (6-ledig): 18

### Voormalig
- X 73500 (A TER, enkelvoudig) : 38

### Visuele identiteit
Vanaf 2017 wordt de kleurstelling “ liO », met felrode hoofdkleur, geleidelijk toegepast op het regionaal rollend materieel. In afwachting worden de kleuren van de oude regio’s behouden.
Uitzondering wordt gemaakt voor de “train jaune” die zijn eigen kleurstelling heeft.

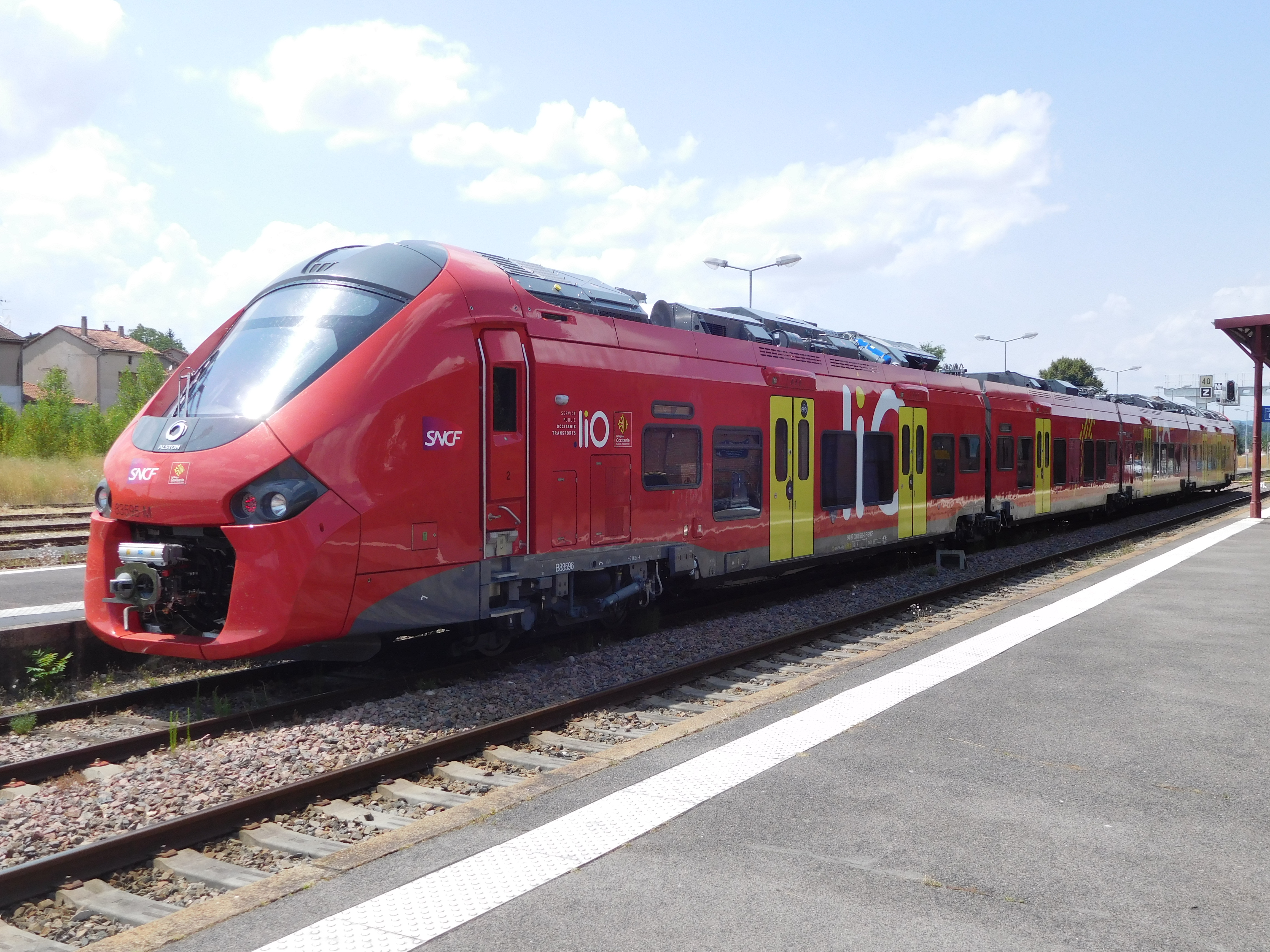
Kleurstelling liO op een Régiolis
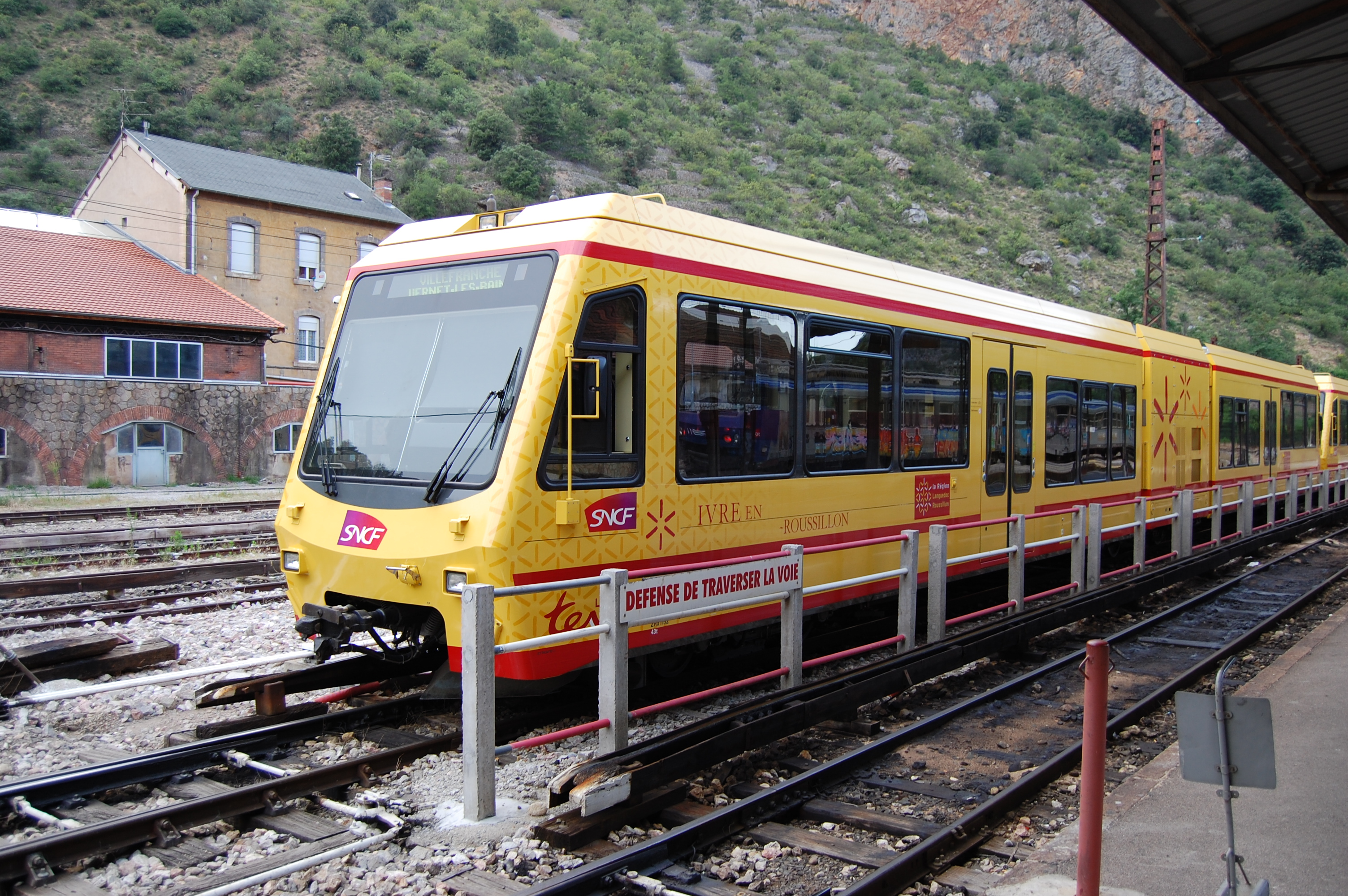
Visuele identiteit “train jaune”

## Lijnen

Netwerkkaart van de spoorinfrastructuur in de regio Occitanie (in 2020), waarvan het grootste deel wordt gebruikt voor TER-verbindingen.

De onderstaande lijst geeft een overzicht van de TER Occitanie-spoorverbindingen:
- AUCH’’’↔ Colomiers ↔ TOULOUSE-MATABIAU
- AURILLAC ↔ Figeac ↔ TOULOUSE-MATABIAU
- AGEN ↔ Montauban-Ville-Bourbon ↔ TOULOUSE-MATABIAU
- BRIVE ↔ Cahors ↔ TOULOUSE-MATABIAU
- BÉZIERS ↔ Millau ↔ CLERMONT-FERRAND
- CARCASSONNE ↔ Limoux ↔ QUILLAN
- LATOUR-DE-CAROL ↔ Foix ↔ TOULOUSE-MATABIAU
- MARVEJOLS ↔ Mende ↔ LA BASTIDE
- MAZAMET ↔ Castres ↔ TOULOUSE-MATABIAU
- MENDE ↔ MONTPELLIER-SAINT-ROCH
- MONTAUBAN ↔ TOULOUSE-MATABIAU
- MURET ↔ TOULOUSE-MATABIAU
- NARBONNE ↔ Carcassonne ↔ TOULOUSE-MATABIAU
- NARBONNE ↔ Montpellier-Saint-Roch ↔ AVIGNON-CENTRE
- NÎMES-CENTRE ↔ PONT-SAINT-ESPRIT
- NÎMES-CENTRE ↔ Aigues-Mortes ↔ LE-GRAU DU-ROI
- NÎMES-CENTRE ↔ Alès ↔ CLERMONT-FERRAND / MARVEJOLS
- PAU ↔ Tarbes ↔ TOULOUSE-MATABIAU
- PERPIGNAN ↔ VILLEFRANCHE-VERNET-LES-BAINS
- PORTBOU ↔ Montpellier-Saint-Roch ↔ AVIGNON-CENTRE
- PORTBOU ↔ Perpignan ↔ NARBONNE
- PORTBOU ↔ Perpignan ↔ TOULOUSE-MATABIAU
- RODEZ ↔ Albi ↔ TOULOUSE-MATABIAU
- RODEZ ↔ Figeac ↔ BRIVE
- RODEZ ↔ MILLAU
- TOULOUSE-MATABIAU ↔ Montpellier-Saint-Roch ↔ MARSEILLE-SAINT-CHARLES
- TRAIN JAUNE :  LATOUR-DE-CAROL ↔ Font-Romeu-Odeillo-Via ↔ VILLEFRANCHE-VERNET-LES-BAINS